# Nicodemo da Guardiagrele
Nicodemo (XII secolo – XII secolo) è stato uno scultore italiano.

## Biografia

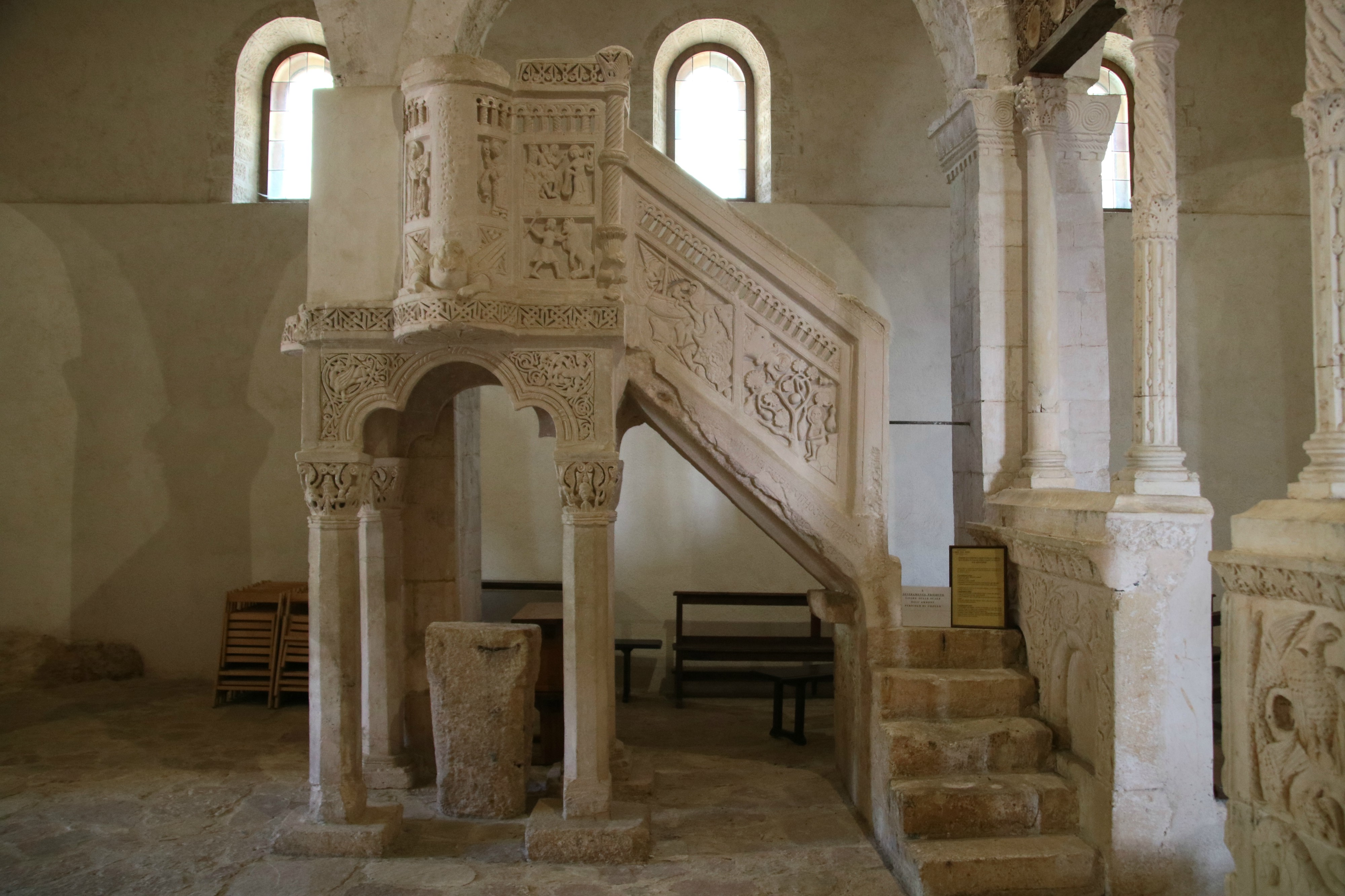
Ambone della chiesa di Santa Maria in Valle Porclaneta

Maestro Nicodemo fu uno scultore appartenente a una bottega attiva in numerose località dell'Abruzzo intorno alla metà del XII secolo, operosa soprattutto nell'esecuzione di arredi liturgici in stucco.
Sulla patria hanno discusso gli storici Giuseppe Iezzi e Vincenzo Balzano, il primo gli attribuì la nascita a Guardiagrele e inizialmente fu ritenuto attendibile dal  Balzano ne "L'Arte medievale in Abruzzo" del 1910. Nel 1949 quest'ultimo però criticò le fonti del guardiese, considerando anche la fama di falsario di cui era accusato; Balzano fece notare che in tutte le opere a stucco in cui Nicodemo si firmava, mai appariva il paese di origine, così come nessun autore aveva mai riportato le iscrizioni citate dallo Iezzi, neppure gli storici locali a lui contemporanei o precedenti e l'Antinori. Nell'ultimo ventennio i maggiori studiosi hanno confermato l'inattendibilità dell'origine guardiese, mentre restano ad oggi solo ipotesi l'origine legata ai comuni di San Martino sulla Marrucinao Pennapiedimonte.
Nel 1150 i documenti storici ci indicano che Nicodemo esordì assieme allo scultore Roberto, figlio di Ruggero, per l'ambone della chiesa di Santa Maria in Valle Porclaneta nei pressi di Rosciolo dei Marsi, in base alla testimonianza dell'iscrizione presente lungo il parapetto della scala.
L'elemento è costituito di quattro pilastri ottagoni sormontati da arcate sulle fronti principali e su quelle laterali.
La decorazione iconografico è incentrata sui simboli degli evangelisti, assieme ai santi Stefano e Lorenzo , oltre alle raffigurazioni della Lotta di Davide con l'orso, la Danza di Salomè e le Storie di Giona.
Nicodemo eseguì nella stessa chiesa anche il ciborio,  simile nella struttura a quello realizzato dagli scultori della bottega nella chiesa di San Clemente al Vomano.
Secondo le iscrizioni di una lapide presente a sinistra dell'altare, nel 1151 Nicodemo eseguì un ciborio nella chiesa badiale di San Martino, parte dell'omonimo antico monastero benedettino di San Martino sulla Marrucina (era sulla parte opposta rispetto all'odierno parco comunale "La Maielletta"), però l'edificio è stato distrutto da una tromba d'aria nel 1919. L'iscrizione superstite, scoperta nei depositi della Biblioteca provinciale di Chieti, è oggi custodita il palazzo comunale di San Martino.
Nel 1159 Nicodemo ultimò il pulpito di Santa Maria del Lago a Moscufo, più vigoroso e significativo di quello di Santa Maria in Valle Porclaneta, in pietra bianca con vivaci policromie, con le colonne al posto dei pilastri e l'arco trilobo nella sola fronte anteriore; i simboli degli evangelisti sui lettorini sono impreziositi da raffigurazioni scultoree con episodi biblici ed evangelici, quali L'aquila e il toro dai santi Giovanni Battista o Massimo Levita e Stefano e dalla Lotta di Davide con il leone e con l'orso, L'angelo e il leone da san Lorenzo e da San Giorgio che uccide il drago, oltre che le Storie di Giona, e motivi simbolici quali lo "Spinario", assai diffuso nell'arte medievale.
L'ultima opera documentata realizzata da Nicodemo è stato il  pulpito della chiesa di Santo Stefano a Cugnoli, proveniente dalla scomparsa chiesa campestre di San Salvatore, eseguito nel 1166, che risultò simile a quello della chiesa di Moscufo, anche se è più rigido e schematico del precedente.
Nicodemo si può definire stilisticamente come un tardivo ma espressivo traduttore, in linguaggio locale, di elementi romanico-comaschi, coniugati con influenze arabeggianti, nell'intaglio minuto e secco delle decorazioni astratte, negli ornati e nell'impiego dell'arco trilobo, influenza mediata attraverso la Puglia, la Sicilia, la Spagna e l'Africa settentrionale, che si concretizzano in una felice unione, per la spontanea energia che salda i motivi di differente origine.

## Opere

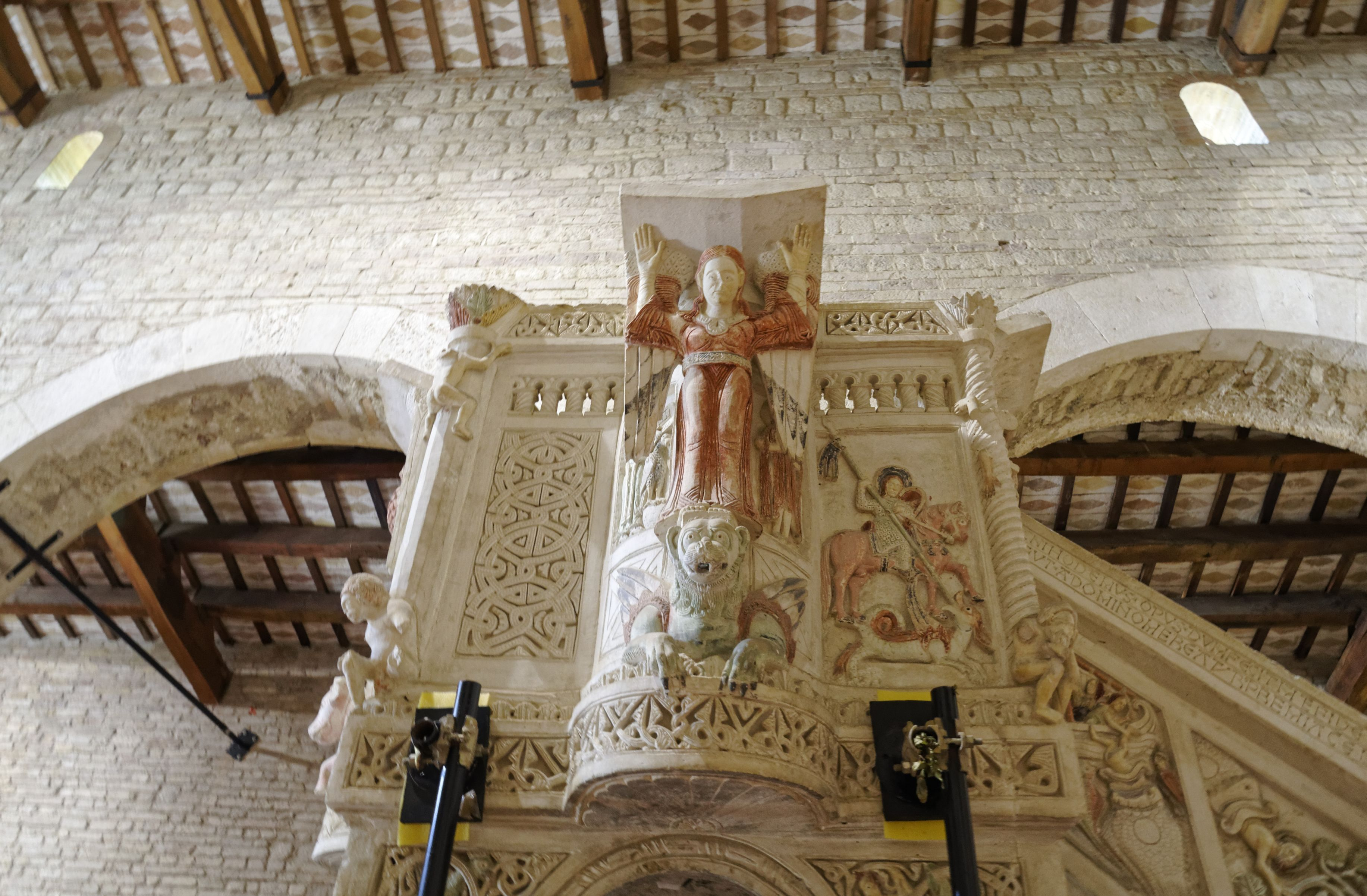
Ambone della chiesa di Santa Maria del Lago, Moscufo

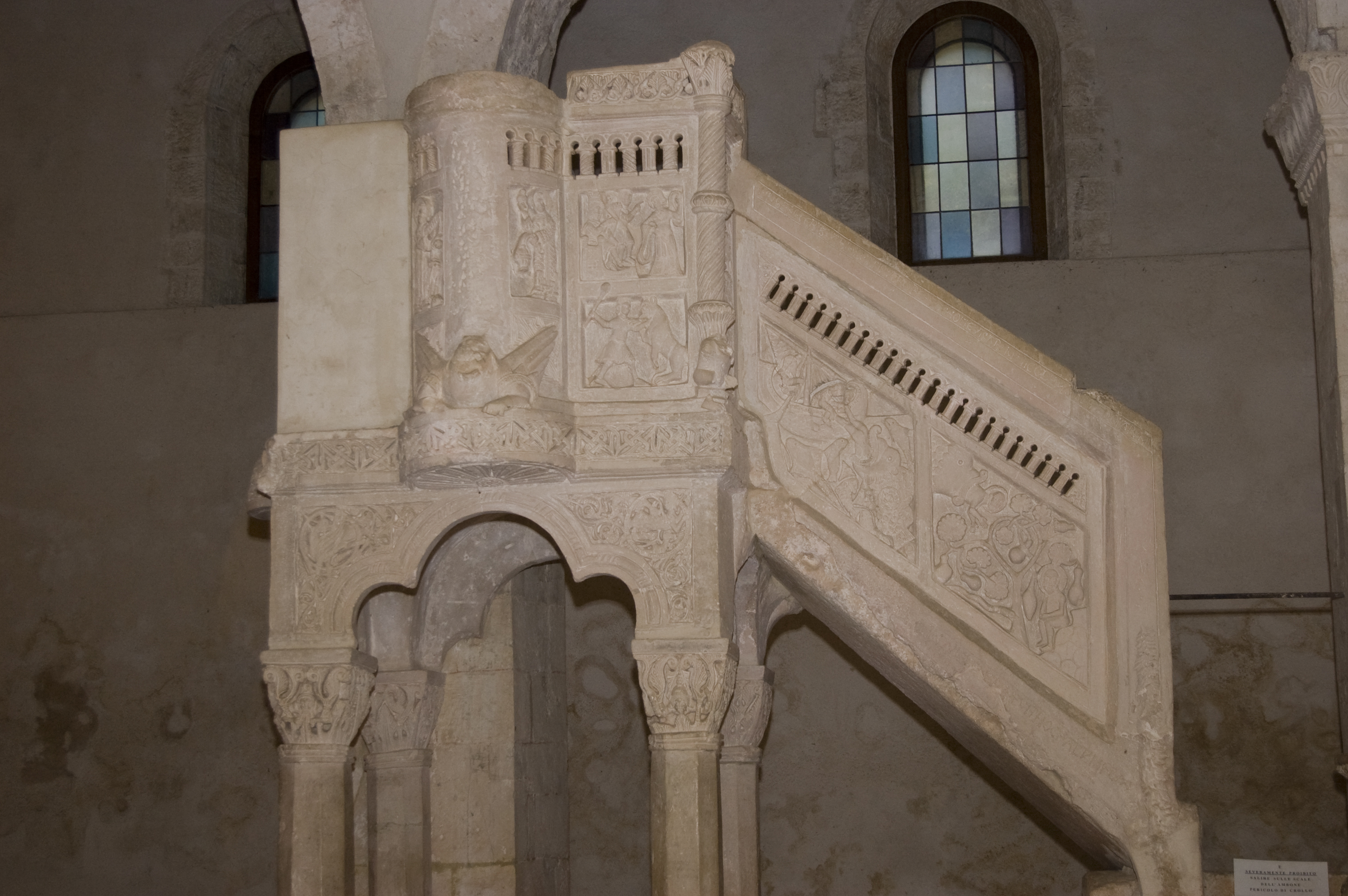
Ambone della chiesa di Santa Maria in Val Porclaneta, Rosciolo

Le opere di Nicodemo, Roberto e Ruggero, nella loro singolarità, rimarranno senza seguito, per essere soppiantate preso dallo "stile fiorito", che si diffonderà nello stesso periodo, metà del XII secolo, come dimostra l'ambone della basilica di San Pelino a Corfinio (1180), segnato dal ripetersi del motivo a fiorone, per altro presente anche a San Clemente a Casauria, dalle cornici a motivi vegetali stilizzati, dai tralci che disegnano anse ritmiche, tutti elementi della natura che rimarranno tipici nell'epoca, in vista dello stretto legame dei popoli abruzzesi con la natura della Maiella e del Gran Sasso.

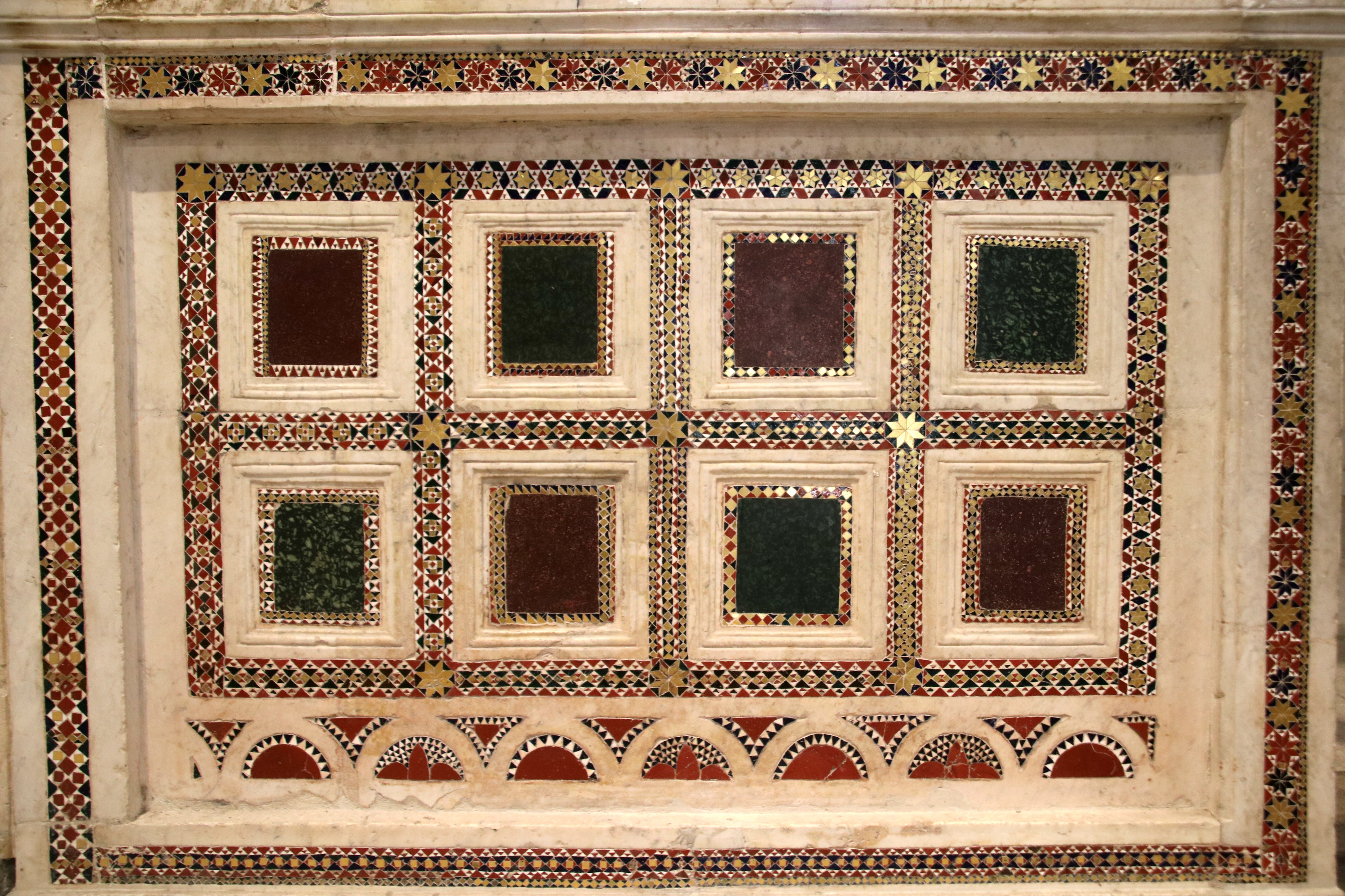
Particolare dell'iconostasi cosmatesca di San Pietro in Alba Fucens.

Lo stile della bottega di Guardiagrele dunque è apparso come una meteora del romanico locale, poiché lo slancio creativo fu molto più originale del secondo stile, come dimostrano le figure dell'uomo che sorregger il Vangelo del lettorino, affiancata dalla rappresentazione del Tetramorfo, solitamente presente in tutti gli amboni, e da scene dell'Antico Testamento, come mostra l'ambone della chiesa di Santa Maria del Lago a Moscufo, uno dei più belli della bottega, con il Tetramorfo e la scena di Giona inghiottito dalla balena, e San Giorgio che uccide il drago. L'ambone di San Paolo di Peltuino invece, conservato nella chiesa di San Nicola di Prata d'Ansidonia, mostra una figura femminile in vesti campestri, fatto del tutto inedito nel romanico, che testimonia l'eclettismo del particolarismo abruzzese nel voler lasciare una testimonianza della vita quotidiana pastorale.
- Ambone e ciborio della chiesa di Santa Maria in Valle Porclaneta a Rosciolo dei Marsi, 1150;
- Ciborio nella chiesa badiale di San Martino[7] a San Martino sulla Marrucina, 1151; il Gavini dice che faceva parte dell'antico monastero benedettino nei pressi. Per come appariva prima del 1919, il pulpito mostrava uno stile alquanto scialbo e povero di ornato rispetto ai classici amboni di Nicodemo, segno che non fu compiuto dalla bottega, o che fu stravolto da manomissioni successive. Nel 1919 un forte vento fa crollare il campanile sopra la chiesa, distruggendo l'ambone; la chiesa fu in seguito demolita.
- Pulpito della chiesa di Santa Maria del Lago a Moscufo, 1159;
- Pulpito della chiesa di Santo Stefano a Cugnoli, 1166. Proviene dalla scomparsa chiesa di San Salvatore, il pulpito è stato rimontato grossolanamente, con pilastri mancanti o tagliati male.